# Scilla lilio-hyacinthus
Scilla lilio-hyacinthus là một loài thực vật có hoa trong họ Măng tây. Loài này được L. miêu tả khoa học đầu tiên năm 1753.

## Hình ảnh

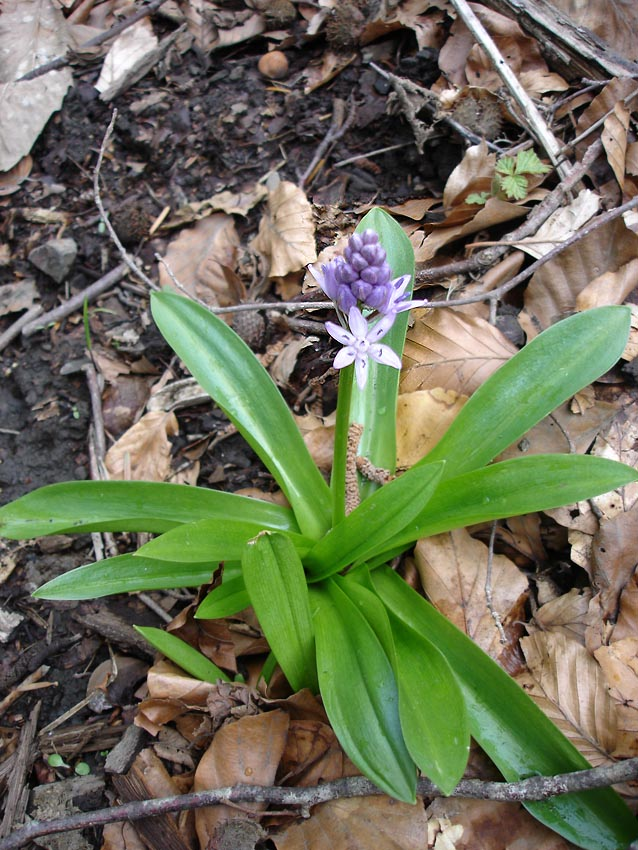
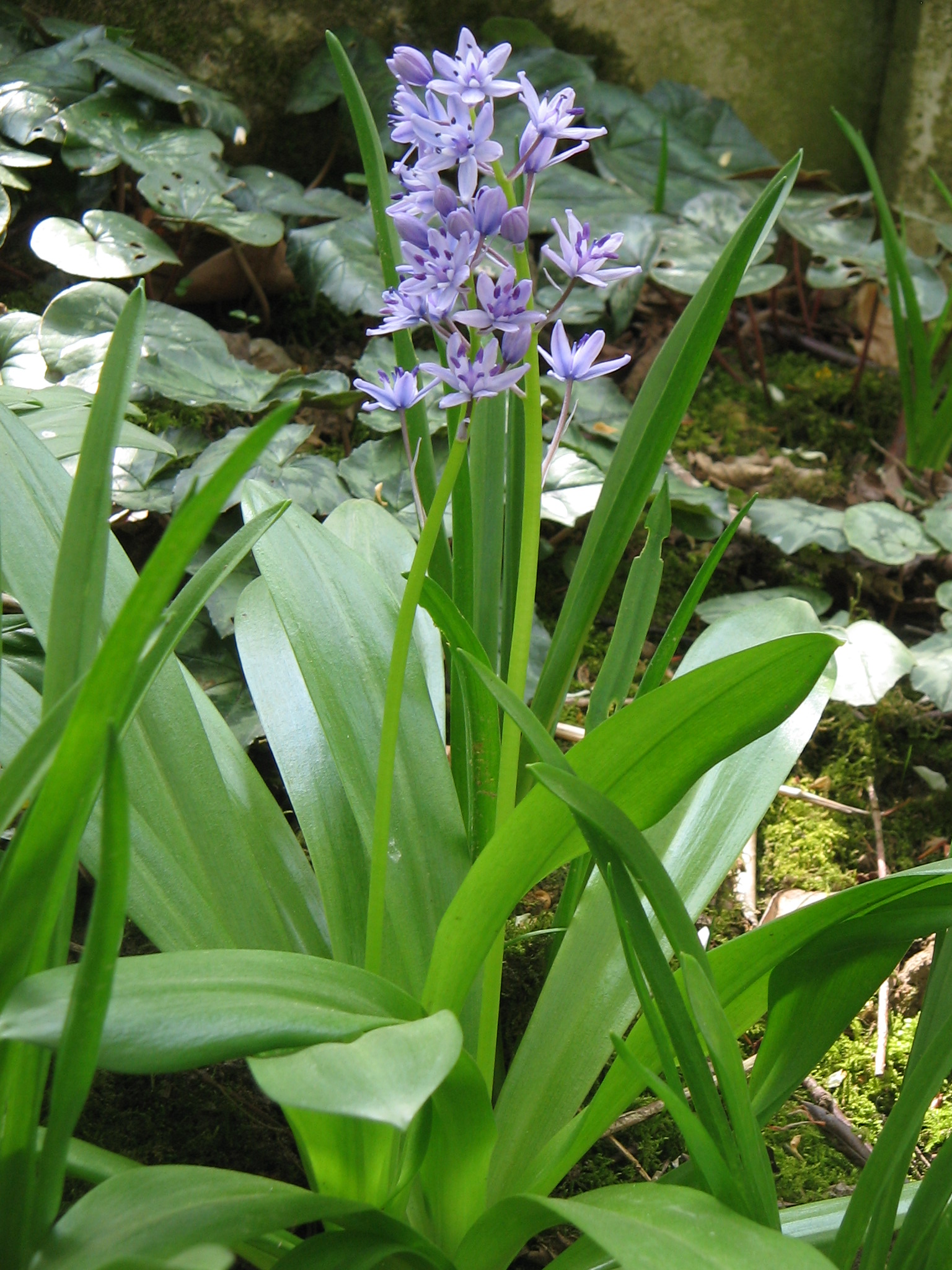
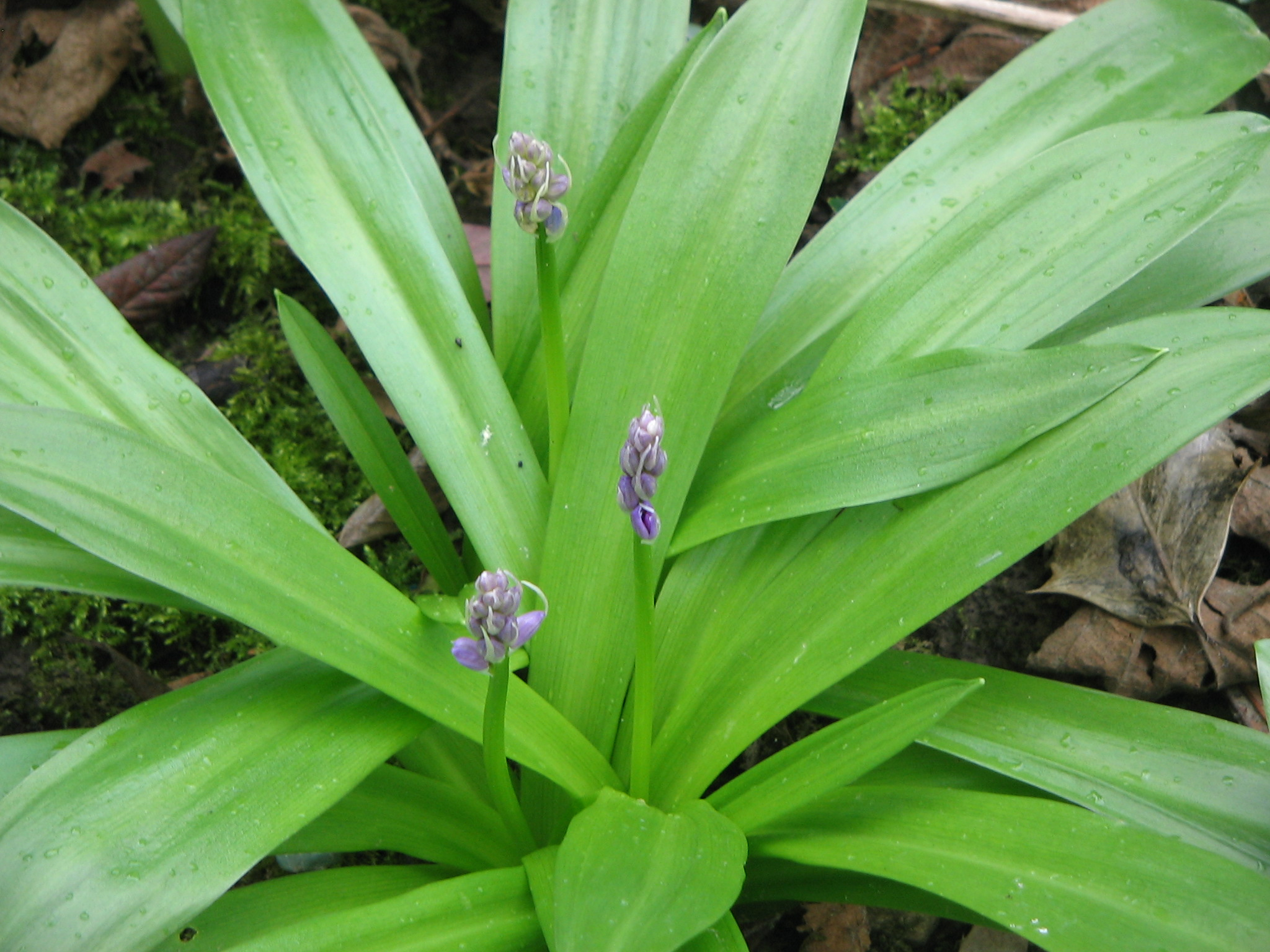
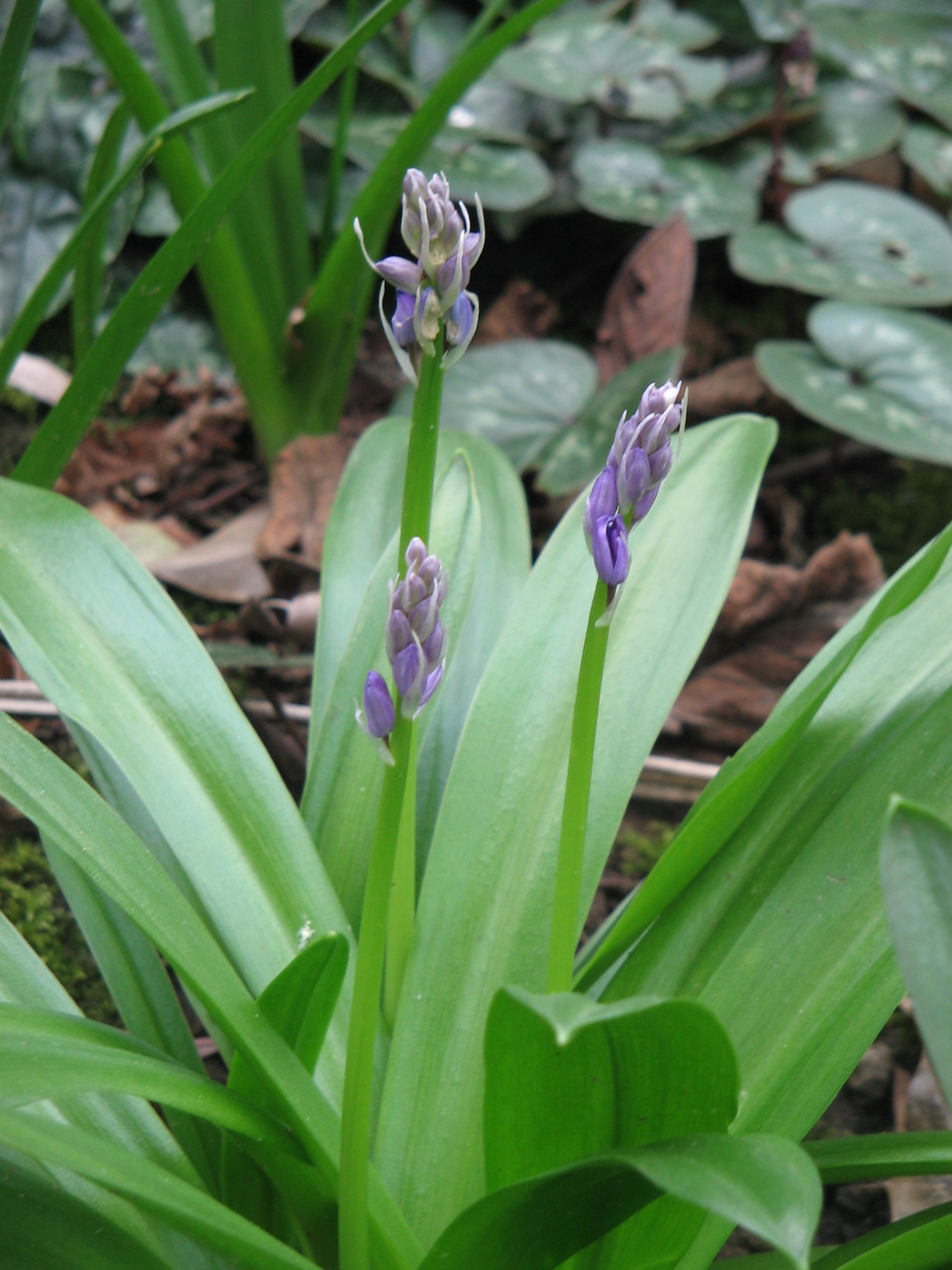
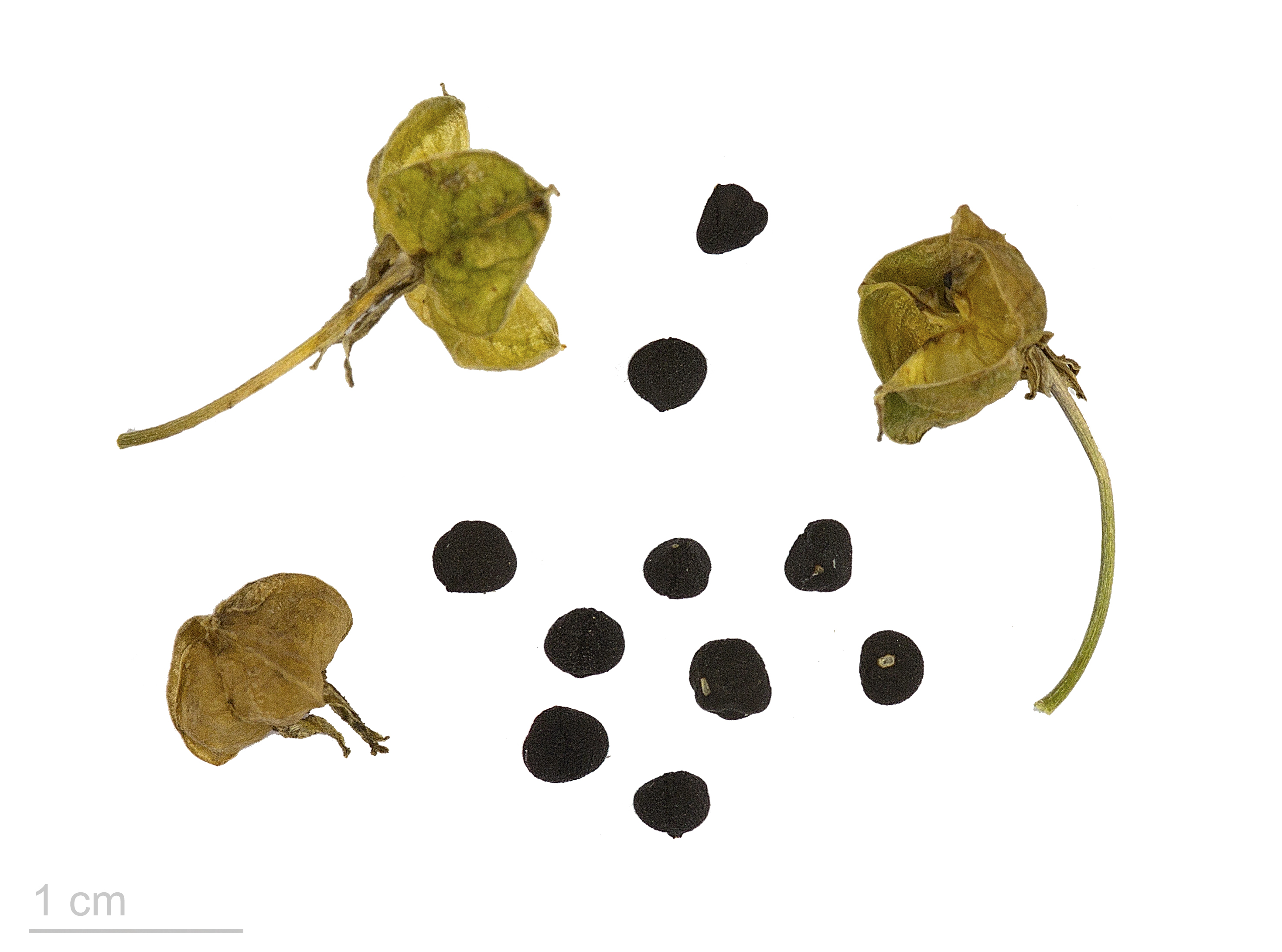
Tractema lilio-hyacinthus - Museum specimen